# Rick Wilson (basket-ball)
Pour les articles homonymes, voir Rick Wilson (hockey sur glace, 1950) et Wilson.
Richard "Rick" Wilson, Rick Wilson, né le 7 février 1956 à Louisville, est un joueur de basket-ball américain.